# Lutsk (huyện)
Huyện Lutsk (tiếng Ukraina: Луцький район, chuyển tự: Lutsks’kyi raion) là một huyện của tỉnh Volyn thuộc Ukraina. Huyện Lutsk có diện tích 973 kilômét vuông, dân số theo điều tra dân số ngày 5 tháng 12 năm 2001 là 56137 người với mật độ 58 người/km2. Trung tâm huyện nằm ở Lutsk.